# 퐁냐 동굴
퐁냐 동굴(Phong Nha Cave)은 베트남 꽝빈성의 유네스코 세계유산인 퐁냐께방 국립공원에 있는 동굴이다. 길이는 7,729m로 14개의 암굴과 13,969m의 지하강을 포함하고 있다. 과학자들이 44.5km의 통로를 조사한 반면, 관광객들은 처음 1500m만 탐험할 수 있다.

## 개요
선강은 약 19km의 지하를 흐른 후, 이 동굴의 출구로 나와, 퐁냐 주변의 석회암 산의 거대한 면적의 지역으로 빠져나온다.
퐁냐 동굴은 전체 시스템과 공원의 이름이 유래된 곳이며, ‘사자’, ‘요정 동굴’, ‘황실’ 그리고 ‘부처’와 같은 이름이 붙여진 암석으로 유명하다. 퐁냐 동굴의 길이는 7,729m이지만 관광객들은 1500m까지만 통과할 수 있다. 비끼 동굴을 포함한 여러 개의 암굴이나 석실이 있다.
그 동굴 시스템은 지하의 통로와 종유석과 석순들로 가득찬 강 줄기 동굴을 특징으로 한다. 동굴 입구에 서 있던 석순들은 분명히 그 이름에 영감을 주었다. 퐁냐는 ‘바람과 이빨’을 의미한다.
퐁나하는 여러 가지 이유로 세계에서 가장 아름다운 동굴 중 하나로 뽑혔다. 가장 긴 지하강, 가장 아름다운 지하호수 때문이다. 가장 높고 넓은 입구와 가장 아름답고 넓은 마른 동굴, 가장 아름다운 모래톱과 암초, 그리고 가장 장관인 종유석, 석순, 가장 긴 물줄기 동굴을 가진다.

## 같이 보기
- 선도옹 동굴
- 엔 동굴
- 티엔드엉 동굴